# Port lotniczy Eugenio Maria de Hostos
Port lotniczy Eugenio Maria de Hostos – port lotniczy zlokalizowany w portorykańskim mieście Mayaguez.

## Linie lotnicze i połączenia
- Cape Air (San Juan)